# Chất lỏng bốc khói của Cadet

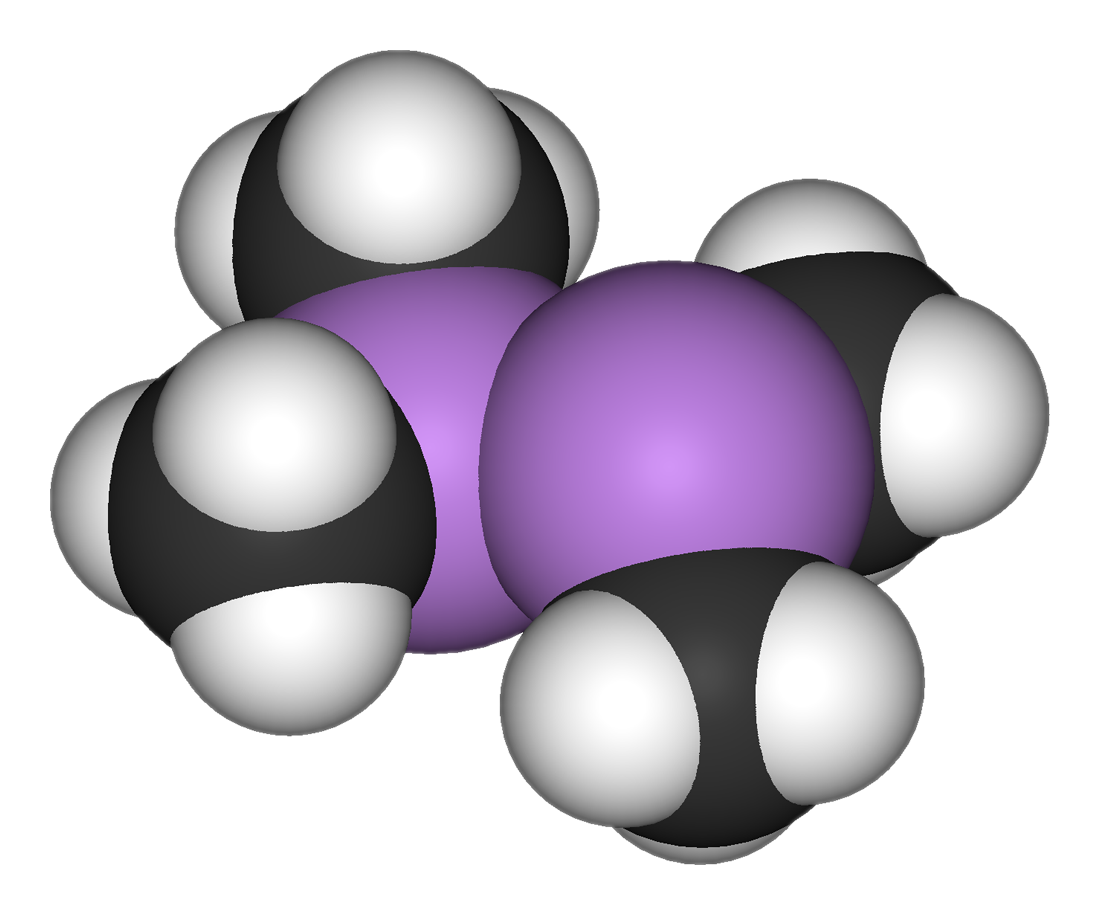
Mô hình đặc của dicacodyl

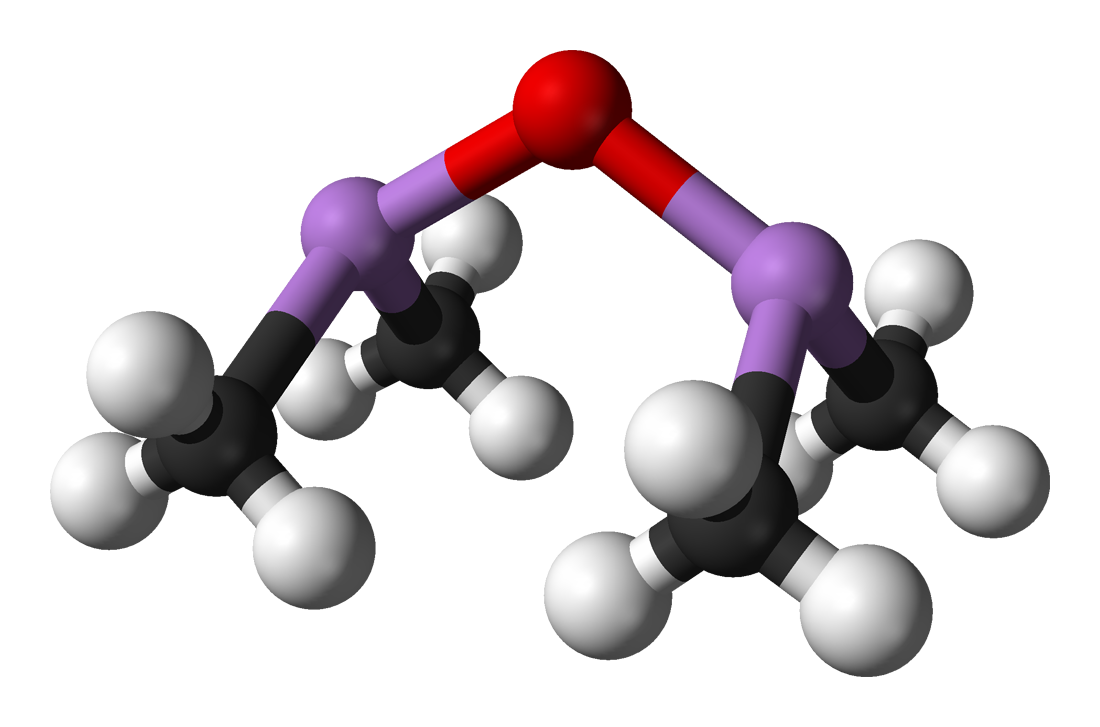
Mô hình rỗng của cacodyl oxit.

Chất lỏng bốc khói của Cadet, hay chất lỏng Cadet, là một chất lỏng nhờn màu nâu đỏ được điều chế năm 1760 bởi nhà hóa học Pháp Louis Claude Cadet de Gassicourt (1731 - 1799) bằng cách cho phản ứng giữa kali axetat với thạch tín oxit. Nó bao gồm chủ yếu là dicacodyl (((CH3)2As)2) và cacodyl oxit (((CH3)2As)2O). Phản ứng như sau:
4 CH3COOK + As2O3 → ((CH3)2As)2O + 2 K2CO3 + 2 CO2
Đây là những hợp chất cơ kim đầu tiên được tạo ra, do đó Cadet có thể được coi là cha đẻ của hóa học cơ kim.
Chất lỏng này bốc khói trắng khi tiếp xúc với không khí, kết quả là xuất hiện một ngọn lửa nhạt, tạo ra carbon dioxide, nước, và thạch tín oxit. Nó có một mùi hết sức khó chịu, giống như mùi tỏi.
Vào thập niên 1840, Robert Bunsen đã làm nhiều nghiên cứu để mô tả các hợp chất trong chất lỏng Cadet và các dẫn xuất của chúng. Điều này rất quan trọng trong sự phát triển của hóa học (xem Radical theory).